# Haptotricoma arenaria
Haptotricoma arenaria is een rondwormensoort uit de familie van de Meyliidae. De wetenschappelijke naam van de soort is voor het eerst geldig gepubliceerd in 1977 door Lorenzen.